# Князево (Пошехонский район)
Князево — село в Пошехонском районе Ярославской области России. 
В рамках организации местного самоуправления входит в Пригородное сельское поселение, в рамках административно-территориального устройства является центром Князевского сельского округа.

## География
Расположено на реке Печевка, недалеко от её впадения в Согожу, в 2,5 км к северо-западу от центра города Пошехонье.

## История
Каменная церковь с колокольней и оградой построена в 1792 году на средства прихожан. Престолов в ней было три: в настоящей холодной Воздвижения Честного Животворящего Креста Господня; в приделах теплой церкви по правую сторону во имя Господа, а по левую - во имя Смоленской Божией Матери. В селе на 1908 год имелась и приходская школа. 
В конце XIX — начале XX века село входило в состав Пошехонской волости Пошехонского уезда Ярославской губернии.
С 1929 года село являлось центром Князевского сельсовета Пошехонского района, с 2005 года — в составе Пригородного сельского поселения.

## Население
| 1859 | 2002 | 2007 | 2010 |
| ---- | ---- | ---- | ---- |
| 97   | ↗165 | ↘130 | ↘127 |

Согласно результатам переписи 2002 года, в национальной структуре населения русские составляли 96 % от всех жителей.

## Достопримечательности
В селе расположена недействующая Церковь Воздвижения Креста Господня (1792).

### Памятники
- Воинам, погибшим в Великой Отечественной войне

## Инфраструктура
Фельдшерско-акушерский пункт (филиал Пошехонской центральной районной больницы).

## Общественный транспорт
Князево обслуживается пригородными автобусными маршрутами №№ 110 Пошехонье — Зубарёво, 119 Пошехонье — Зинкино, междугородними маршрутами №№ 5930 Череповец — Рыбинск, 6794 Череповец — Иваново.

## Улицы
Ветеранская, Молодёжная, Механизаторов.